# Jaxartia elinguis
Jaxartia elinguis är en fjärilsart som beskrevs av Rudolf Püngeler 1914. Jaxartia elinguis ingår i släktet Jaxartia och familjen nattflyn. Inga underarter finns listade i Catalogue of Life.